# Ареальная классификация языков
Ареальная классификация языков (географическая классификация языков, лингвогеографическая классификация языков) — деление языков на определённые классы на основе общих признаков, возникших благодаря длительному взаимодействию носителей данных языков на определённой территории.
Является центральным понятием ареальной лингвистики и лежит в основе лингвистической географии.
Цель такой классификации — определить ареал отдельных языков или групп языков с учётом границ их языковых особенностей, а также дать языковую характеристику разных стран, изучить языковую картину мира. Распространяется не на все языки мира: охватывает только языки отдельных регионов (ареалов). Применима для идиомов внутри генеалогической классификации, для языков разной генетической принадлежности и в рамках одного языка по отношению к его диалектам.
Объединение языков, выделяемое при ареальной классификации, формирует языковой союз — группу родственных или неродственных языков, распространённых в определённом ареале и сформированных в связи с продолжительными контактам носителей этих языков. Наиболее изученными являются такие языковые союзы, как балканский, волжско-камский (поволжский), месоамериканский и центрально-азиатский (гималайский).
Современная и историческая лингвистическая карта языков мира (синхронический и диахронический аспекты классификации) имеют в ареальной классификации языков существенные различия, так как многие образованные на одной территории языки под влиянием исторических обстоятельств распространились в регионах, существенно удалённых от области формирования.